# Congosto (gmina)
Congosto – gmina w Hiszpanii, w prowincji León, w Kastylii i León, o powierzchni 36,81 km². W 2011 roku gmina liczyła 1676 mieszkańców.